# Peribasis albisparsa
Peribasis albisparsa är en skalbaggsart som beskrevs av Conrad Ritsema 1888. Peribasis albisparsa ingår i släktet Peribasis och familjen långhorningar. Inga underarter finns listade i Catalogue of Life.